# Вулиця Антоненка-Давидовича (Львів)
Ву́лиця Антоне́нка-Давидо́вича — вулиця в Сихівському районі Львова, місцевість Сихів. Сполучає проспект Червоної Калини з вулицями Кавалерідзе та Гетьмана Полуботка.

## Назва
Від 1984 року — вулиця Фадєєва, на честь російського радянського письменника Олександра Фадєєва. Сучасна назва — з 1991 року, на честь українського мовознавця Бориса Антоненка-Давидовича.

## Забудова
Забудова вулиці Антоненка-Давидовича переважно дев'ятиповерхова радянського періоду (1980-х—1990-х) років, а також сучасна п'яти- та семиповерхова 2000-х років.
№ 2. — Львівська середня загальноосвітня I-III ступенів школа № 90, розрахована на 1150 учнів.
№ 6. — Львівська дитяча школа народних мистецтв № 1.
№ 8а. — стоматологічна клініка «Стоматологія 8».
№ 10. — Бібліотека-філія № 4 ЦБС для дітей м. Львова.